# メンター・ダイヤモンド
メンター・ダイヤモンドはダイヤモンド社が運営するWebサイトである。『「心のエリート」を養成する大学生と20代向けサイト』として，ダイヤモンド社社員で「週刊ダイヤモンド」記者の大木由美子氏が社内ベンチャーとして2008年に創設した。大木由美子氏は、同時期に「メンター・ダイヤモンド学生記者クラブ」を立ち上げ、関東圏の様々な大学から集まった大学生を組織し、学生記者としての教育を行った。日本語版からスタートしたが、2009年2月には一部コンテンツを中国語に翻訳した中国語版サイトを開設し、アジアに向けての発信を目指した。
2014年3月31日に終了。

## 主な内容
- グレートメンターシリーズ

日本の本格経営者のインタビューを「パワーワード（人生の師としての言葉）」と共に掲載。
- メンター・ダイヤモンド学生記者クラブ

大学生が企画・取材協力をもとに情報発信を行う。
- ナレッジシャワー

就職活動や資格取得に必要なスキルを提供する。宅建、社労士、FP3級のiPod音声講座などを掲載。